# Cryptoblepharus yulensis
Espèce
Cryptoblepharus yulensis est une espèce de sauriens de la famille des Scincidae.

## Répartition
Cette espèce est endémique de l'île Yule en Papouasie-Nouvelle-Guinée.

## Étymologie
Son nom d'espèce, composé de yule et du suffixe latin -ensis, « qui vit dans, qui habite », lui a été donné en référence au lieu de sa découverte, l'île Yule.

## Publication originale
- Horner, 2007 : Systematics of the snake-eyed skinks, Cryptoblepharus Wiegmann (Reptilia: Squamata: Scincidae) - an Australian based review. The Beagle Supplement, vol. 3, p. 21-198.